# Бе (Лорена)
Бе (фр. Beux) насеље је и општина у североисточној Француској у региону Лорена, у департману Мозел која припада префектури Мец Кампањ.
По подацима из 2011. године у општини је живело 274 становника, а густина насељености је износила 54,47 становника/km². Општина се простире на површини од 5,03 km². Налази се на средњој надморској висини од 250 метара (максималној 315 m, а минималној 233 m).

## Демографија
| 1962. | 1968. | 1975. | 1982. | 1990. | 1999. | 2011. |
| ----- | ----- | ----- | ----- | ----- | ----- | ----- |
| 86    | 119   | 142   | 193   | 207   | 212   | 274   |

График промене броја становника у току последњих година